# Knautia involucrata
Knautia involucrata är en tvåhjärtbladig växtart som beskrevs av Somm. och Lev. Knautia involucrata ingår i släktet åkerväddar, och familjen Dipsacaceae. Inga underarter finns listade i Catalogue of Life.